# Junle
Junle (kinesiska: 军乐镇, 军乐) är en köping i Kina. Den ligger i provinsen Sichuan, i den sydvästra delen av landet, omkring 44 kilometer norr om provinshuvudstaden Chengdu. Antalet invånare är 27 738. Befolkningen består av 13 774 kvinnor och 13 964 män. Barn under 15 år utgör 10,0 %, vuxna 15-64 år 79 %, och äldre över 65 år 10,0 %.
Genomsnittlig årsnederbörd är 1 209 millimeter. Den regnigaste månaden är juli, med i genomsnitt 359 mm nederbörd, och den torraste är december, med 6 mm nederbörd.